# جاك كليمنت (راهب)
جاك كليمنت (بالفرنسية: Jacques Clément)‏ هو راهب فرنسي، ولد في 1567 في Serbonnes ‏ في فرنسا، وتوفي في 1 أغسطس 1589 في سان كلو في فرنسا بسبب إعدام حرقا.

## وصلات خارجية
- جاك كليمنت على موقع الموسوعة البريطانية (الإنجليزية)